# Discografia de Cobra Starship
A discografia de Cobra Starship, banda norte-americana, consiste em quatro álbuns de estúdio, um extended play e doze singles oficiais.

## Álbuns

### Álbuns de estúdio
| 2006                                                      | While the City Sleeps, We Rule the Streets - Gravadora: Fueled by Ramen/Decaydance Records | 125 | 7  | 31 | —  | —  | —  | —   | - : 69,000  |
| 2007                                                      | ¡Viva la Cobra! - Gravadora: Fueled by Ramen/Decaydance                                    | 80  | 19 | —  | —  | —  | —  | —   | - : 40,000  |
| 2009                                                      | Hot Mess - Gravadora: Fueled by Ramen/Decaydance                                           | 4   | —  | —  | 14 | 51 | 18 | 188 | - : 100,000 |
| 2011                                                      | Night Shades - Gravadora: Fueled by Ramen/Decaydance                                       | 50  | —  | —  | 85 | —  | 39 | —   | - : 50,000  |
| "—" denotes the album failed to chart or was not released |                                                                                            |     |    |    |    |    |    |     |             |

### Extended plays
| Year | Album details                                                   |
| ---- | --------------------------------------------------------------- |
| 2010 | I'm a Hot Mess, Help Me - Gravadora: Fueled by Ramen/Decaydance |

### Participações
| Ano                              | Canção                                                                                  | Album                                                       | Notas                                    |
| -------------------------------- | --------------------------------------------------------------------------------------- | ----------------------------------------------------------- | ---------------------------------------- |
| 2006                             | "Snakes on a Plane (Bring It)"                                                          | Snakes on a Plane: The Album                                |                                          |
| 2007                             | "Awww Dip"                                                                              | Teenage Mutant Ninja Turtles: Music from the Motion Picture |                                          |
| 2008                             | "I Kissed a Boy"                                                                        | Welcome to the New Administration                           | Cover de "I Kissed a Girl" de Katy Perry |
| 2008                             | "Interlude"                                                                             | Welcome to the New Administration                           |                                          |
| 2008                             | "Prostitution Is the World's Oldest Profession (and I, Dear Madame, Am a Professional)" | Warped Tour 2008 Tour Compilation                           | Também presente em ¡Viva la Cobra!       |
| 2009                             | "Chew Me Up & Spit Me Out"                                                              | Jennifer's Body                                             |                                          |
| 2009                             | "Good Girls Go Bad"                                                                     | Gossip Girl Soundtrack                                      |                                          |
| 2010                             |                                                                                         |                                                             |                                          |
| "What Happens on the Dancefloor" | Overcome                                                                                | Colaboração com Alexandra Burke                             |                                          |

### Singles
| Ano  | Título                                                                               | Melhor Posição | Melhor Posição | Melhor Posição | Melhor Posição | Melhor Posição | Melhor Posição | Melhor Posição | Certificações                                           | Álbum                                      |
| Ano  | Título                                                                               | US             | US Pop         | US Alt.        | CAN            | AUS            | NZ             | UK             | Certificações                                           | Álbum                                      |
| ---- | ------------------------------------------------------------------------------------ | -------------- | -------------- | -------------- | -------------- | -------------- | -------------- | -------------- | ------------------------------------------------------- | ------------------------------------------ |
| 2006 | "Snakes on a Plane (Bring It)" (part. William Beckett, Travis McCoy e Maja Ivarsson) | —              | —              | 38             | —              | —              | —              | 98             |                                                         | While the City Sleeps, We Rule the Streets |
| 2006 | "The Church of the Hot Addiction"                                                    | —              | —              | —              | —              | —              | —              | —              |                                                         | While the City Sleeps, We Rule the Streets |
| 2007 | "Send My Love to the Dancefloor, I'll See You in Hell (Hey Mister DJ)"               | —              | —              | —              | —              | —              | —              | —              |                                                         | While the City Sleeps, We Rule the Streets |
| 2007 | "The City Is at War"                                                                 | —              | —              | —              | —              | —              | —              | —              |                                                         | ¡Viva la Cobra!                            |
| 2007 | "Guilty Pleasure"                                                                    | —              | —              | —              | —              | —              | —              | —              |                                                         | ¡Viva la Cobra!                            |
| 2008 | "Kiss My Sass" (part. Travis McCoy)                                                  | —              | —              | —              | —              | —              | —              | —              |                                                         | ¡Viva la Cobra!                            |
| 2009 | "Good Girls Go Bad" (part. Leighton Meester)                                         | 7              | 5              | 1              | 7              | 5              | 2              | 17             | - 2× Platina - 3× Platina - 2× Ouro - Ouro              | Hot Mess                                   |
| 2009 | "Hot Mess"                                                                           | 64             | 39             | 1              | 58             | —              | 40             | 198            | - Ouro                                                  | Hot Mess                                   |
| 2010 | "Living in the Sky with Diamonds"                                                    | —              | —              | —              | —              | —              | —              | —              |                                                         | Hot Mess                                   |
| 2010 | "Wet Hot American Summer"                                                            | —              | —              | —              | —              | —              | —              | —              |                                                         | Hot Mess                                   |
| 2011 | "You Make Me Feel..." (part. Sabi)                                                   | 7              | 2              | 1              | 85             | 3              | 1              | 16             | - 2× Platina - 3× Platina - 2× Platina - Platina - Ouro | Night Shades                               |